# Helena Novak
Helena Novak, slovenska pedagoginja, * 15. junij 1934, Ptuj.

## Življenje in delo
Novakova je leta 1958 diplomirala na ljubljanski Filozofski fakulteti iz umetnostne zgodovine, 1960 iz psihologije, 1975 iz pedagogike in prav tam 1986 doktorirala. Zaposlena je bila v različnih službah povezanih s pedagoškim delom. V raziskavah se je zlasti posvetila obremenjenosti otrok s šolskim delom, celodnevnemu organiziranemu vzgojnoizobraževalnemu procesu in spodbujanju učencev k samostojnemu delu.